# Nortmoor
Nortmoor is een gemeente in de Landkreis Leer in de Duitse deelstaat Nedersaksen. Op gemeentelijk niveau wordt samengewerkt via de Samtgemeinde Jümme. De gemeente ligt in de regio Oost-Friesland. Nortmoor telt 1.797 inwoners.

## Indeling der gemeente
Op gemeentelijk niveau wordt samengewerkt met Filsum en Detern binnen de Samtgemeinde Jümme.
Tot de gemeente behoort, naast het hoofddorp Nortmoor, een aantal gehuchten, te weten: Brunn (3 km ten westen van Nortmoor), Heide, Plaggenburg, Pillkamp en Terwisch.

## Geografie
Het hoofddorp Nortmoor ligt circa 8 km ten oosten van de stad Leer. Door de gemeente stroomt, zuidelijk van het dorp,  de rivier de Jümme.

## Verkeer en economie
De gemeente heeft goede aansluitingen op het wegennet. Nortmoor wordt ontsloten door de Bundesstraße 72 Aurich - Cloppenburg. Op enkele kilometers afstand oostwaarts, even voorbij Filsum, ligt afrit 3 van de A 28. Bij het gehucht Brunn van Nortmoor ligt afrit 2 Leer-Ost van deze Autobahn. Daar is het grootste bedrijventerrein van de gehele Samtgemeinde Jümme ontwikkeld. De hier gevestigde ondernemingen, waaronder een ook naar Nederland exporterende leverancier van inrichtingen voor veestallen en het distributiecentrum van een in geheel Noord- Duitsland actieve groothandel in thee die ook een supermarktketen exploiteert, boden in 2015 in totaal circa 400 mensen een arbeidsplaats. 
Nortmoor heeft een station aan de lijn Oldenburg-Leer. Dit station is echter enkele jaren geleden opgeheven. Openbaar-vervoerreizigers zijn aangewezen op een fietstochtje van enkele kilometers oostwaarts naar het buurdorp Filsum. Van daar rijdt op werkdagen een bus naar Station Augustfehn in de gemeente Apen. Op dit station stoppen ook intercity-treinen tussen Leer en Oldenburg.

## Geschiedenis
In 1995 werden bij archeologisch onderzoek in de gemeente talrijke gebruiksvoorwerpen uit het Romeinse Rijk gevonden. Welke conclusies hier precies uit getrokken moeten worden, is onduidelijk gebleven.
In 1439 wordt de huidige Thedinga- of Uppingaburg als Bawinghesburg vermeld. De bezitter ervan heette vermoedelijk Ubbo Hebben. Deze borg is in de 18e eeuw, vermoedelijk in 1780, vervangen door het nog bestaande omgrachte landhuis in barokke bouwstijl. Het landhuis en de omgeving ervan zijn privé-bezit en niet voor bezichtiging opengesteld.

## Bezienswaardigheden

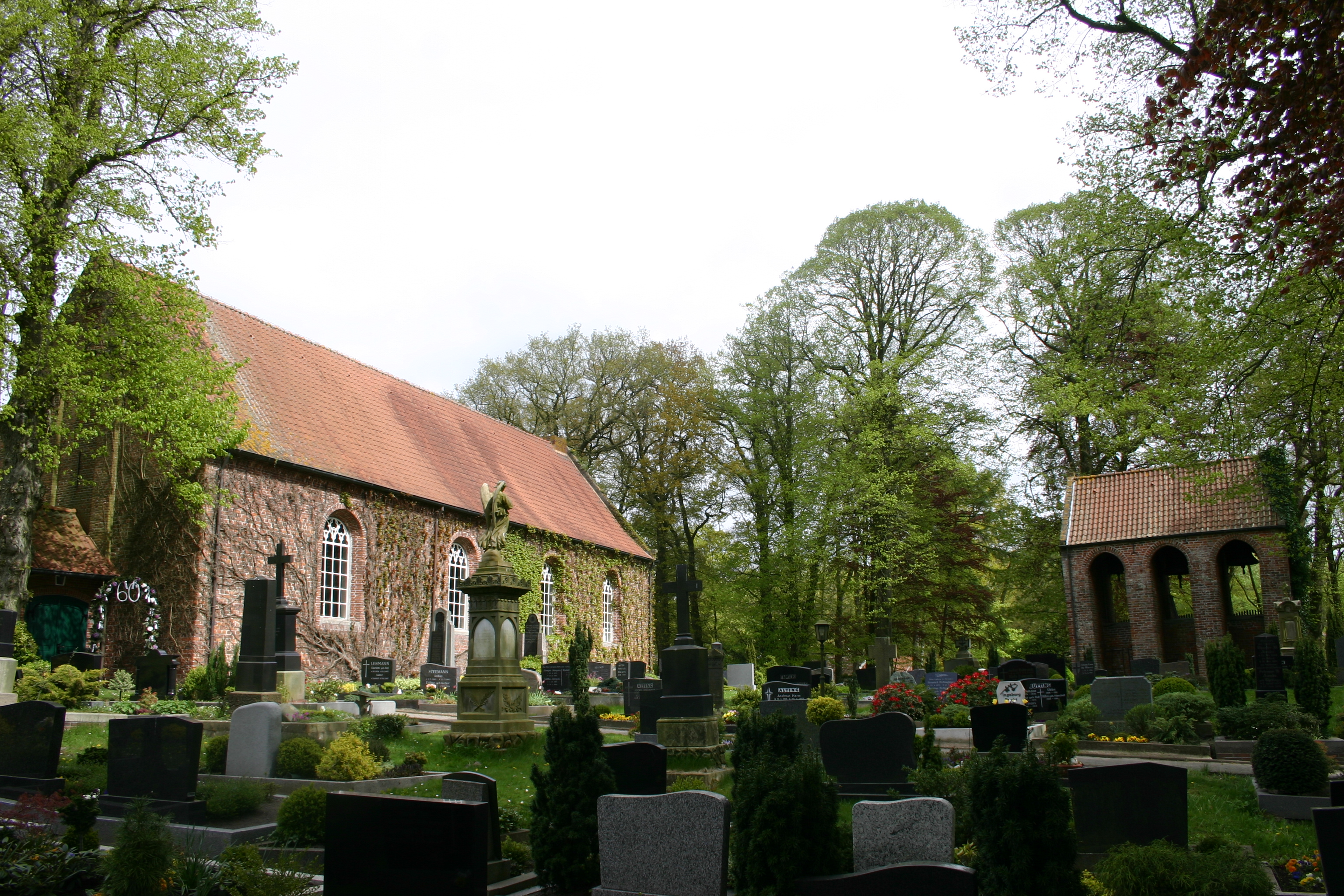
Sint-Joriskerk Nortmoor

- De evangelisch-lutherse Sint-Joriskerk te Nortmoor

## Politiek

### Gemeenteraad
De gemeenteraad kent 10 zetels, plus de direct gekozen burgemeester. Voor de mandaatsperiode 2001-2006 bestaat de gemeenteraad uit:
| Partij                | 2006 | 2011 | 2016 |
| --------------------- | ---- | ---- | ---- |
| SPD                   | 5    | 5    | 4    |
| CDU                   | 4    | 3    | 4    |
| AWG                   | 1    | 2    | 2    |
| Bündnis 90/Die Grünen | -    | 1    | 1    |

- Gemeinsame Normdatei: 4712655-3
- Library of Congress Control Number: n85287738
- Nationale Bibliotheek van Israël: 987007567127505171
- Virtual International Authority File: 141968617

Hoofdstad: Leer
Overige eenheidsgemeenten: Borkum · Bunde · Jemgum (Jemmingen) · Moormerland · Ostrhauderfehn · Rhauderfehn · Uplengen · Weener · Westoverledingen
Samtgemeinden: Samtgemeinde Hesel · Samtgemeinde Jümme
Gemeenten: Brinkum · Detern · Filsum (hoofdplaats Samtgemeinde Jümme) · Firrel · Hesel (hoofdplaats Samtgemeinde Hesel) · Holtland · Neukamperfehn · Nortmoor · Schwerinsdorf
Gemeentevrij gebied: Lütje Hörn (onbewoond eiland, 0,31 km²)